# Колибри-кокетки
Колибри-кокетки (лат. Lophornis) — род птиц семейства колибри.
В начале XX века этот род колибри называли также эльфами.

## Виды
Международный союз орнитологов относит к роду 11 видов:
- Lophornis ornatus (Boddaert, 1783)
- Lophornis gouldii (Lesson, 1833)
- Великолепная кокетка (Lophornis magnificus Vieillot, 1817)
- Lophornis brachylophus R. T. Moore, 1949
- Красночубая кокетка (Lophornis delattrei Lesson, 1839)
- Lophornis stictolophus Salvin & Elliot, 1873
- Lophornis chalybeus Vieillot, 1823
- Lophornis verreauxii Bourcier, 1853
- Павлинья кокетка (Lophornis pavoninus Salvin & Godman, 1882)
- Чернохохлая пафозия (Lophornis helenae (Delattre, 1843))
- Lophornis adorabilis Salvin, 1870